# Verrassingsei
Een verrassingsei, ook wel bekend onder merknaam Kindersurprise, is een hol chocolade-ei van 20 gram, waar een kleine verrassing in zit, vaak een stukje speelgoed dat kinderen zelf in elkaar kunnen zetten. Het speelgoed zit in een pilvormige plastic capsule. Het chocolade-ei zelf is gemaakt van cacaofantasie, en is ongeveer 8 centimeter hoog en verpakt in zilverpapier.
Het verrassingsei werd in 1972 ontworpen door William Salice, een medewerker van de Italiaanse snoepfabrikant Ferrero. De fabrikant verkoopt de eitjes over de hele wereld behalve in de Verenigde Staten, waar niet-eetbare zaken in snoepgoed bij wet verboden zijn met het oog op verstikkingsgevaar.
William Salice (geb. 1933) werkte van 1960 tot 2007 bij Ferrero. Daarna stichtte hij een liefdadigheidsinstelling om jonge ontwerpers te steunen. Hij overleed in december 2016.

## Surprise
In de loop der jaren is het aantal variaties in cadeautjes toegenomen tot 15.000 verschillende ontwerpen, zoals autootjes, pinguïns, kabouters, smurfen en andere figuurtjes uit de film- en animatiewereld. Ook is in de verschillende app-stores de app "Applaydu" verkrijgbaar waarmee met de speeltjes een spelletje kan worden gespeeld. Hiervoor dient met de app de QR-code te worden gescand die bij het speeltje zit.

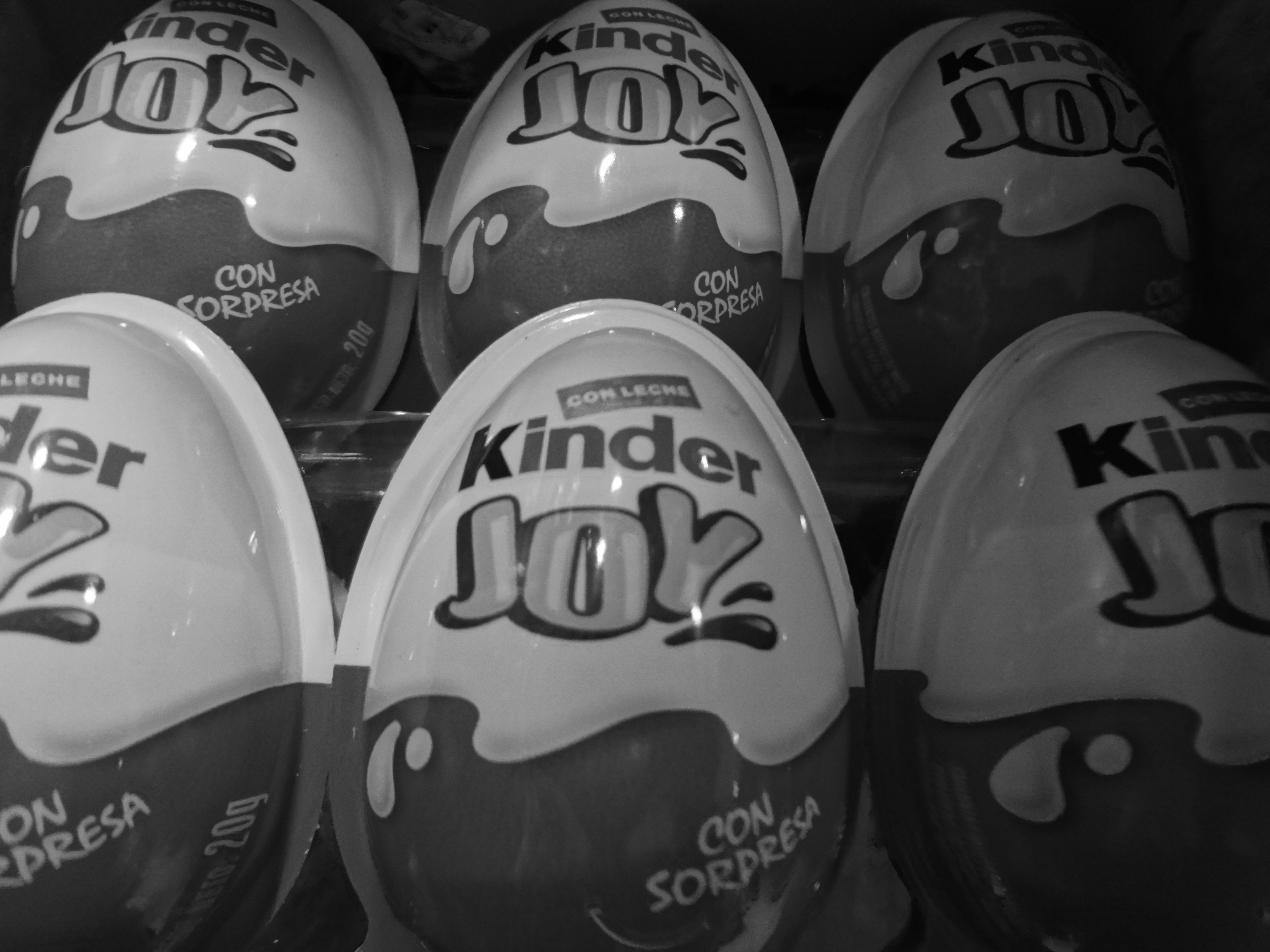
Spaanse verrassingseieren

### Verzamelaars
De diversiteit in cadeautjes heeft geleid tot een verzamelcultuur, die bizarre eigenschappen heeft aangenomen. Voor sommige cadeautjes worden op verzamelaarsbeurzen prijzen tot 4000 euro gevraagd; sommige verzamelaars slaan na het uitbrengen van een nieuwe collectie massaal de chocolade-eieren in om die thuis stuk voor stuk uit te pakken, op zoek naar dat ene unieke exemplaar. Over het fenomeen maakte documentairemaakster Monique Nolte in 2009 een film voor Holland Doc 24 onder de titel Een bitterzoete verleiding.